# Trädgårdshumla
Trädgårdshumla (Bombus hortorum) är en insekt i överfamiljen bin (Apoidea) och släktet humlor.

## Utbredning
Humlan förekommer från Island i väster (där den möjligen blivit införd) över Brittiska öarna österut genom Europa och Asien till Altaj i Sibirien. Söderut når den Iberiska halvön i höjd med Madrid, och sydöst till norra Iran. Den saknas däremot i Nordafrika. Den har dessutom inplanterats i Nya Zeeland 1885. I Sverige är den allmän i hela landet upp till skogsgränsen. I Finland förekommer den främst i de södra och sydöstra delarna av landet, men flera fynd har gjorts så långt norrut som södra delen av Norra Österbotten.

## Status
Den globala populationen är stabil, och Internationella naturvårdsunionen (IUCN) anger inga direkta hot mot arten, men ser ett intensifierat jordbruk som ett möjligt framtida hot mot arten, åtminstone i delar av dess utbredningsområde. Emellertid listar de den som livskraftig (LC).
Både i Sverige och Finland är arten klassificerad som livskraftig.

## Beskrivning
Trädgårdshumlan är en stor,  mycket långtungad humla, påtagligt slank med smalt huvud. Drottningen blir 19–21 millimeter lång med en vingbredd av 35–38 mm. Även arbetarna är stora, om än mer variabla i storlek; de största kan bli större än små drottningar. Också hanarna är större än vanligt. Humlan är svart med bred, gul krage och ett gult band som sträcker sig från slutet av mellankroppen till början av bakkroppen, samt med vit bakkroppsspets. Det gula kan ibland ha ett rödaktigt inslag. Melanistiska (helsvarta) exemplar förekommer, speciellt bland hanar, men även bland dem är det vanligt med vit bakkroppsspets. Mandiblerna (käkarna) har svart behåring. Humlan liknar ljunghumla, men till skillnad från denna har den långsträckt huvud.

## Ekologi
Arten är vanlig i parker, löv- och blandskog inklusive ädellövskog, samt fjällbjörkskog. Däremot är den inte, trots det svenska treivialnamnet, särskilt vanlig i trädgårdar, och undviker även karga habitat, som öppna hedar. Den flyger gärna med den långa tungan utsträckt. Arten är polylektisk, den flyger till blommande växter från många olika familjer, främst långpipiga sådana. Vanliga växter är vitplister och rödplister från kransblommiga växter, gullviva från viveväxter, nunneörter från vallmoväxter, vialer, klövrar och getväppling från ärtväxter samt, när arten besöker trädgårdar, riddarsporre från åkerriddarsporresläktet, stormhattar från ranunkelväxter, fingerborgsblomma från grobladsväxter och indiankrasse från krasseväxter.
Boet, som innehåller 50–120 individer, inrättas ofta i övergivna smågnagarbon i murkna stubbar eller på mörka, fuktiga platser nära eller ovan jord. 
De övervintrande drottningarna kommer fram från mars till juni, arbetarna börjar visa sig från slutet av april, medan könsdjuren (ungdrottningar och drönare) är aktiva mellan juli och oktober (ungdrottnigarna övervintrar därefter).
Redan Darwin konstaterade på grundval av observationer gjorda i sin egen trädgård 1886 att hanarna är typiska "patrullerare"; de flyger fram och tillbaka längs en bestämd bana för att locka till sig unga, parningsvilliga drottningar, ett beteende som är vanligt bland många humlearters hanar. Numera vet man att de attraherar drottningarna genom att tidigt på morgonen avsätta feromoner på platser i terrängen, och upprepa det om deponeringarna skulle sköljas bort av regn.

## Boparasit
Arten parasiteras av trädgårdssnylthumlan, som tränger in i boet, dödar drottningen, och låter arbetarna ta hand om dess egen avkomma.

## Bilder

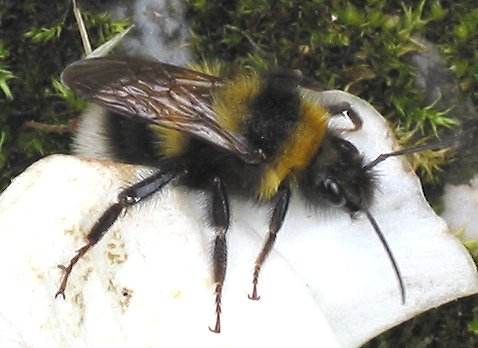
Trädgårdshumla på fingerborgsblomma
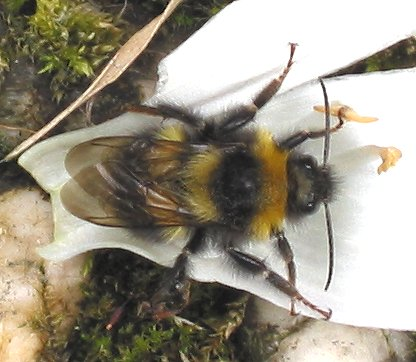
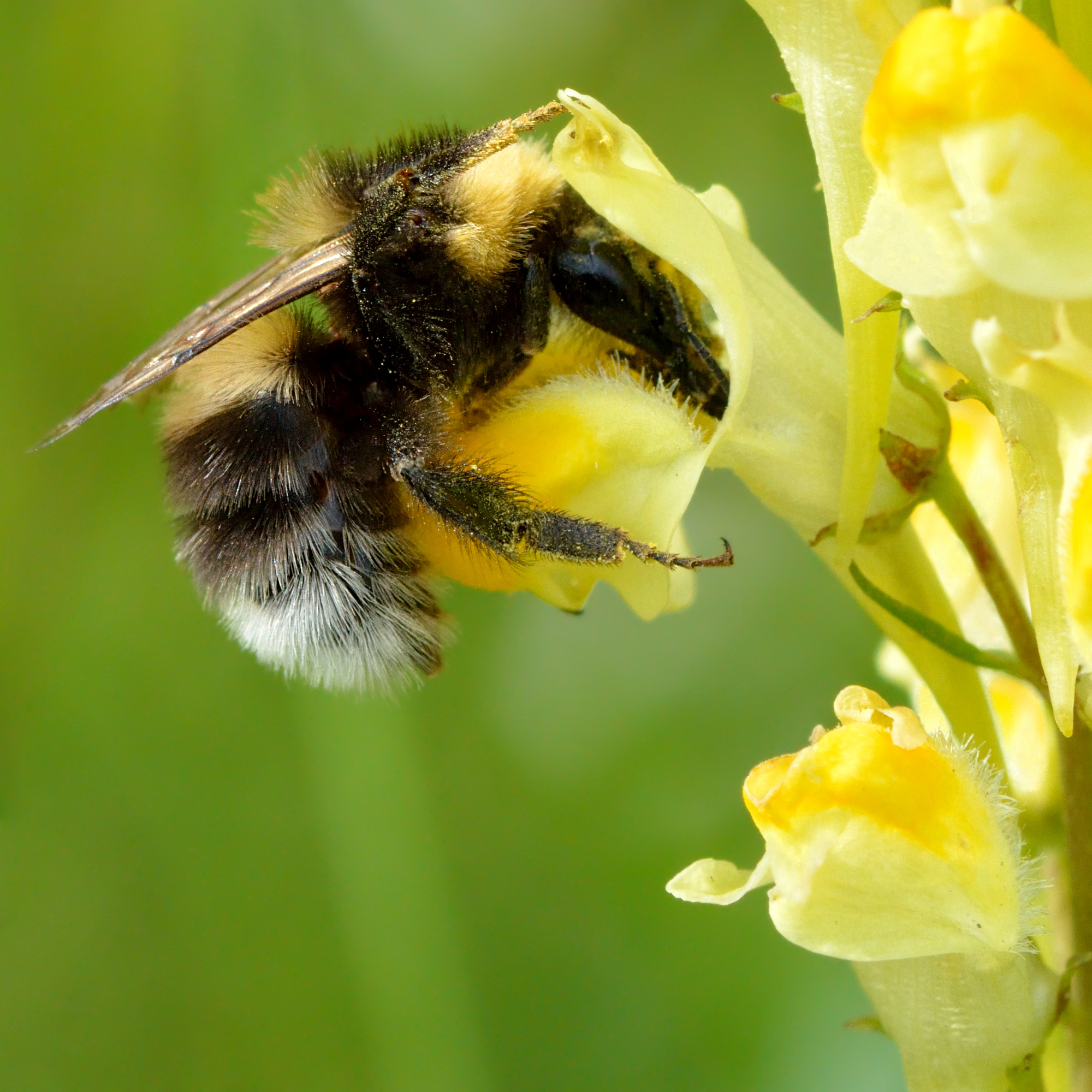
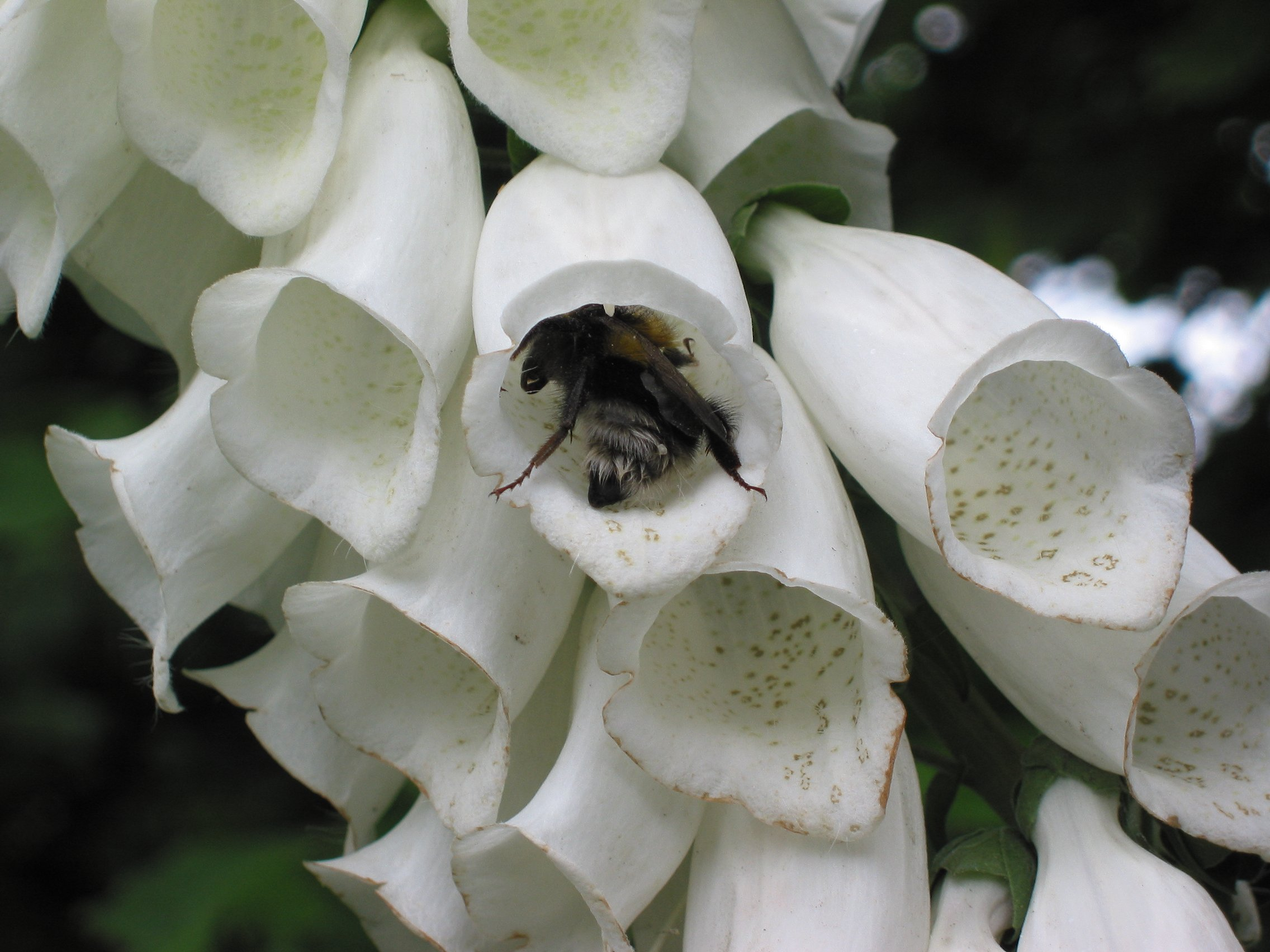
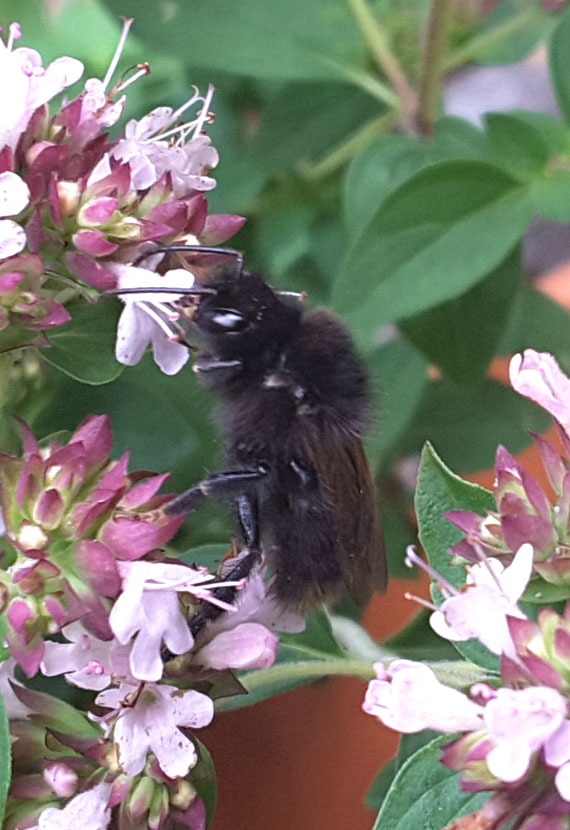
Melanistisk trädgårdshumla på oregano
- Video föreställande en trädgårdshumla.